# Острови Де-Лонга
Де-Ло́нга острови́ (рос. Де-Лонга острова, якут. Де Лоҥ арыылара) — група невеликих островів у Східно-Сибірському морі, належать до складу Новосибірських островів. Територіально належить до Республіки Саха, Росія.
Площа островів становить 228 км². Висота до 426 м — гора Де-Лонга (острів Беннетта).
Група складається з 5 островів:
- Беннетта острів
- Вількіцького острів
- Генрієтти острів
- Жаннетти острів
- Жохова острів

Острови складені базальтами та пісковиками. Близько 50 % (77,3 км²) території знаходиться під льодовиками.
Відкриті (окрім островів Жохова та Вількіцького) експедицією американського полярного дослідника Дж. В.Де-Лонга в 1879-81 роках, названі на його честь. Інші 2 острова відкриті російською гідрографічною експедицією Б. А. Вількіцького в 1914 році.
| Росія | Це незавершена стаття з географії Росії. Ви можете допомогти проєкту, виправивши або дописавши її. |